# Winthemia pruinosa
Winthemia pruinosa är en tvåvingeart som beskrevs av Gil Collado 1931. Winthemia pruinosa ingår i släktet Winthemia och familjen parasitflugor.
Artens utbredningsområde är Spanien. Inga underarter finns listade i Catalogue of Life.